# Merdja Sidi Abed
Merdja Sidi Abed è un comune dell'Algeria, situato nella provincia di Relizane.